# Хаусман, Гельмут
Гельмут Хаусман (нем. Helmut Haussmann; род. 18 мая 1943, Тюбинген) — немецкий политик, член Свободной демократической партии Германии и Демократической народной партии. В 1988—1991 годах занимал должность федерального министра экономики ФРГ.

## Биография
Получив аттестат зрелости в 1961 году, Хаусман изучал экономические и общественные науки в Тюбингенском, Гамбургском и Нюрнбергском университетах и получил диплом в 1968 году. Работал управляющим в компании Berninger & Spilcke KG в Бад-Урахе. В 1971 году перешёл на работу научным ассистентом на кафедре менеджмента факультета экономических и общественных наук Университета Эрлангена — Нюрнберга. В 1975 году защитил докторскую диссертацию. С 1991 года работал бизнес-консультантом Capgemini. В 1996 году получил звание почётного профессора международного менеджмента в Университете Эрлангена — Нюрнберга. С 2010 года является внештатным профессором экономического факультета Тюбингенского университета.
В 1975—1987 годах Хаусман возглавлял отделение СвДП в Ройтлингене. С 1 июня 1984 по 8 октября 1988 года занимал должность генерального секретаря СвДП. В 1975—1980 годах Хаусман являлся депутатом городского совета Бад-Ураха. В 1976—2002 годах Хаусман являлся депутатом бундестага. 9 декабря 1988 года Гельмут Хаусман был назначен федеральным министром экономики в правительстве Гельмута Коля. После выборов в бундестаг 1990 года 18 января 1991 года Хаусман вышел в отставку.